# Sprite
Sprite este o băutură răcoritoare produsă de The Coca-Cola Company. Este o băutură gazoasă, introdusă în SUA în 1961. Țara de proveniență a acestei băuturi este Germania, iar numele inițial a fost Fanta Klare Zitrone (Fanta limpede din lămâie). Mai târziu, marca a fost reproiectată sub numele de Sprite.  
Băutura a fost răspunsul companiei Coca-Cola pentru popularitatea băuturii 7 Up. Sprite este vândută în 190 de țări, inclusiv România. În Regatul Unit, această băutură este faimoasă pentru sloganul Get the right Sprite.

## Varietăți

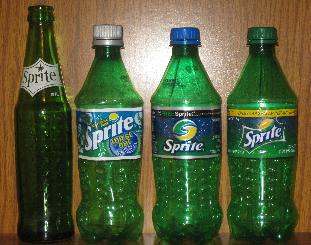
Evoluția sticlelor de Sprite

- Sprite Zero: această versiune de Sprite, care folosește alți îndulcitori în loc de zahăr, a fost produsă la început doar în Statele Unite în anul 1974, sub numele de Sugar Free Sprite (traducându-se din engleză „Sprite fără zahăr”). În anul 1983, această versiune de Sprite a fost redenumită Diet Sprite (traducându-se: „Sprite dietetic”). După ce s-a răspândit, a căpătat numele de Sprite Light (traducându-se: „Sprite ușor”).

## Ingrediente
Apă, sirop de fructoză-glucoză, dioxid de carbon, acidifiant acid citric, conservant benzoat de sodiu, corector de aciditate citrat de sodiu, arome naturale.